# David Crystal

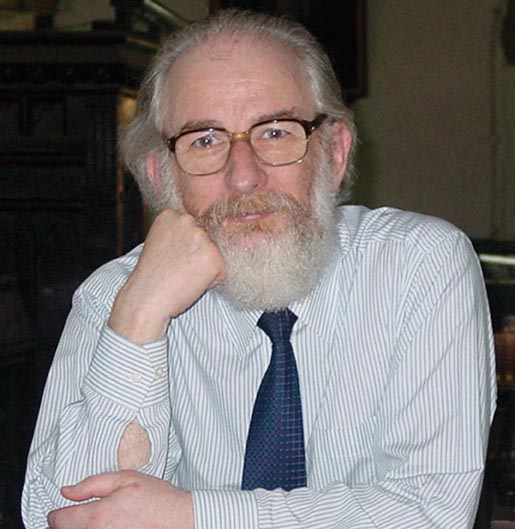
David Crystal

David Crystal (n. 6 iulie 1941, Lisburn) este un lingvist britanic.
A colaborat la diverse lucrări de referință: Cambridge Encyclopedia of Language, Cambridge Encyclopedia of the English Language, Cambridge Biographical Dictionary, Cambridge Factfinder, Cambridge Encyclopedia, New Penguin Encyclopedia.
A propus crearea unui domeniu de studiu numit lingvistica internetului. 
S-a remarcat și prin studii privind evoluția în timp a limbii engleze.
Astfel, a propus transpunerea teatrală a operelor lui Shakespeare, prezentate la Teatrul Globe, respectând pronunția engleză din acea epocă.